# EC Cruzeiro (AL)
Der Esporte Clube Cruzeiro Arapiraca, auch Cruzeiro de Arapiraca oder Cruzeiro Alagoano, ist ein Sportverein aus Arapiraca, im brasilianischen Bundesstaat Alagoas.

## Geschichte

### Erstgründung
Cruzeiro wurde am 7. September 1983 gegründet. Die Namensgebung erfolgte in Anlehnung an den Cruzeiro EC aus Belo Horizonte. 1991 nahm der Klub erstmals an der Staatsmeisterschaft von Alagoas teil. Zu der Zeit spielte der Fußballnationaltorhüter Dida im Nachwuchsbereich von Cruzeiro. In der Staatsmeisterschaft trat man bis einschließlich 1996 an. Eine Besonderheit für Cruzeiro war 1994, als man an der ersten Austragung des überregionalen Turniers Copa do Nordeste teilnehmen durfte. In der Copa do Nordeste 1994 erreichte der Klub das Halbfinale, in welchem man gegen den Clube de Regatas Brasil mit 2:3 ausschied. In der Staatsmeisterschaft entging der Klub um einen Punkt dem Abstieg in die zweite Liga für 1997 an. Der Klub schloss daraufhin seine Pforten.

### Neugründung
Am 28. Mai 2019 erfolgte eine Neugründung des Klubs. 2021 startete der Klub in der Segunda Divisão, der zweiten Liga der Staatsmeisterschaft von Alagoas. In dieser erreichte Cruzeiro das Finale gegen den Zumbi EC. In den Spielen konnte sich der Klub mit 1:0 und 1:0 durchsetzen und so die indirekte Rückkehr in die oberste Spielklasse der Staatsmeisterschaft feiern. Im Folgejahr gewann Cruzeiro den Staatspokal von Alagoas 2022. Im Finale bezwang Cruzeiro Desportivo Aliança mit 1:0. Der Erfolg berechtige den Klub zur Teilnahme an der Série D 2023. In dem Turnier kam Cruzeiro nicht über die Gruppenphase hinaus und belegte den 43. Platz bei 64 Teilnehmern.

## Herren Teilnahme an Fußballwettbewerben
| Wettbewerb                          | Teilnahmen             |
| ----------------------------------- | ---------------------- |
| Série D                             | 2023                   |
| Staatsmeisterschaft                 | 14× – 1987–1996, 2022– |
| Staatsmeisterschaft Segunda Divisão | 2021                   |
| Staatspokal von Alagoas             | 2022, 2023, 2024       |
| Copa do Nordeste                    | 1994                   |

### Erfolge
- Staatsmeisterschaft von Alagoas – Segunda Divisão: 2021
- Staatspokal von Alagoas: 2022

## Frauenmannschaft
Für Cruzeiro trat 2022 auch eine Damenmannschaft in der entsprechenden Staatsmeisterschaft von Alagoas an. Die Mannschaft verlor alle drei Gruppenspiele mit einer Bilanz von 0:26 Toren. Ein Bestand des Teams ist nicht nachgewiesen.